# Майкъл Нутер
Майкъл Антъни Нутър на английски: Michael Anthony Nutter е кмет на град Филаделфия, щата Пенсилвания, САЩ.

## Биография
Роден е в град Филаделфия на 29 юни 1957 г.
Той е 98-ят кмет (третият афроамериканец) на Филаделфия, Пенсилвания. Избран е на 6 ноември 2007, встъпва в длъжност на 7 януари 2008 г. Член е на Демократическата партия на САЩ.